# COVID-19 в Венесуэле
Первые два случая COVID-19 в Венесуэле были подтверждены 13 марта 2020 года, первая смерть была зарегистрирована 26 марта. Тем не менее, первое упоминание о пациенте, заявляющем о наличии симптомов коронавирусной болезни, датируется 29 февраля 2020 года. Правительство подозревает, что первый заражённый мог въехать в страну уже 25 февраля.
Венесуэла особенно уязвима для последствий пандемии из-за того, что продолжающийся социально-экономический и политический кризис вызывает массовая нехватка продовольствия и предметов первой необходимости, в том числе предметов медицинского назначения. Массовая эмиграция венесуэльских врачей также вызвала хроническую нехватку персонала в больницах.
Чтобы предотвратить распространение болезни в Венесуэлу, правительства Бразилии и Колумбии временно закрыли их границы с Венесуэлой.

## Начало
В январе Министерство связи и информации Венесуэлы объявило, что Национальный институт гигиены имени Рафаэля Рангеля (исп. Instituto Nacional de Higiene Rafael Rangel) в Каракасе будет действовать в качестве обсерватории для респираторных вирусов, не связанных с гриппом, включая коронавирусы у людей. Это единственное медицинское учреждение в стране, способное диагностировать респираторные вирусы и осуществлять логистическую деятельность в 23 штатов, столичном округе и федеральных округах Венесуэлы.
В феврале 2020 года правительство Венесуэлы объявило, что страна ввела эпидемиологическое наблюдение, ограничения и план по обнаружению лиц с COVID-19 в Международном аэропорту Симона Боливара в Майкетии. Они сказали, что Венесуэла получит диагностические наборы для штамма вируса от Панамериканской организации здравоохранения (ПАОЗ).

## Развитие

### Март
Венесуэла сообщила о первых официальных случаях заболевания коронавирусом 13 марта 2020 года. 7 марта «Fe y Alegría» сообщила, что в Сулии был зарегистрирован подозрительный медицинский случай: 31-летний мужчина не из Венесуэлы, был осмотрен в больнице доктора Педро Итурбе и позже переведен в университетскую больницу Маракайбо. Пациент имел явные симптомы и был выписан через несколько дней. Губернатор штата Омар Прието попросил государственное министерство провести расследование в отношении профессора Университета Сулии Фредди Пачано с целью привлечения внимания к подозреваемому случаю в штате. Неправительственная организация Espacio Público осудила Прието за заказ такого расследования.
Первые два случая были зарегистрированы в штате Миранда 13 марта. Президент Колумбии Иван Дуке закрыл границу с Венесуэлой со следующего дня. 14 марта официальное число случаев выросло на восемь (до десяти) и распространилось по четырем штатам (Миранда, Апуре, Арагуа и Кохедес). Министр связи Хорхе Родригес объявил, что полеты из Панамы и Доминиканской Республики в страну будут приостановлены на 30 дней, начиная с 15 марта.
Закон о карантине был объявлен 15 марта, когда в стране было зарегистрировано еще семь случаев, и на следующий день был представлен в шести штатах и области Каракас. Законы были названы «коллективным карантином»; есть исключения для транспорта, здравоохранения и доставки еды. В первый день карантина, 16 марта, посол Аргентины в Венесуэле Эдуардо Порретти получил положительный результат на вирус. Николас Мадуро объявил, что подтверждены шестнадцать новых случаев, в результате чего общее количество достигло 33. Исходя из этого, Мадуро распространил карантин на всю страну.
Когда 17 марта Венесуэла была закрыта, власти Бразилии частично закрыли свою границу с Венесуэлой. Министр здравоохранения Бразилии Луис Энрике Мандетта призвал закрыть границу из-за разрушающейся системы здравоохранения Венесуэлы. Вице-президент Венесуэлы Делси Родригес объявила о ещё трёх случаях в тот же день. Во второй половине дня пациент, у которого впоследствии был обнаружен положительный результат на коронавирус, сбежал из больницы в Пропатрии, в западном Каракасе.
18 марта Делси Родригес сообщила, что количество случаев не изменилось с предыдущего дня. К 21 марта правительство сообщило о 70 подтвержденных случаях заболевания в стране, два из которых находились в критическом состоянии, а 15 были отмечены как выздоровевшие (не проявлявшие никаких симптомов минимум пять дней). Родригес сказала, что два человека в критическом состоянии были госпитализированы в частных клиниках в штате Миранда, их лечение проводится бесплатно за счёт Министерство здравоохранения.
22 марта были объявлены экономические меры по борьбе с последствиями пандемии, а также о наличии ещё семи случаев. В планах правительства приостановить на шесть месяцев арендную плату и кредитные платежи, сопровождаемые компенсацией в местной валюте для владельцев недвижимости и среднего бизнеса. Эти меры также расширяют политику 2015 года, которая запрещает компаниям увольнять сотрудников до декабря 2020 года.
О первой подтверждённой смерти от этой болезни было объявлено 26 марта. Вторая смерть была зафиксирована на следующий день. Также 27 марта Делси Родригес встретилась с премьер-министром Тринидада и Тобаго Китом Роули, во время которой основное внимание было уделено стратегии, используемой в обеих странах для борьбы с пандемией. В этот день также имели место события, когда НПО PROVEA сообщила, что около девяноста человек, приехавших из Кукуты, Колумбия, были принудительно изолированы Национальной гвардией в Баркисимето, штат Лара, без еды и надлежащих санитарных условий.

### Апрель
Министр информации Хорхе Родригес впервые сообщил, что в Венесуэле больше случаев выздоровления, чем новых заражений. Делси Родригес и Николас Мадуро объявили о продлении срока национального карантина и состояния тревоги на 30 дней.

## Статистика

### Новые случаи
Примечание:
- Официального отчета 20 марта 2020 года не было, Worldometer[36] и Центр системных наук и инженерии (CSSE) Университет Джонса Хопкинса сообщил о 65 случаях, цифры взяты из статьи El Nacional[англ.] из нераскрытых источников из Министерства здравоохранения Венесуэлы[37].
- Под «выздоровевшими» с 21 марта по 25 марта подразумевают людей без симптомов в течение как минимум 5 дней, которые считаются выздоровевшими в официальных отчетах

## Внешние ссылки
- Ministerio del Poder Popular para la Salud  (исп.)
- Coronavirus - Presidencia Venezuela  (исп.)
- Coronavirus Venezuela on Twitter  (исп.)